# Taça Latina de 1990
A Taça Latina de 1990 foi a 12.ª edição da Taça Latina.
| País     | J | V | E | D | GM | GS | DG  | Pts |
| -------- | - | - | - | - | -- | -- | --- | --- |
| Itália   | 3 | 2 | 1 | 0 | 28 | 8  | 20  | 5   |
| Portugal | 3 | 2 | 0 | 1 | 19 | 8  | 11  | 4   |
| Espanha  | 3 | 1 | 1 | 1 | 18 | 11 | 7   | 3   |
| França   | 3 | 0 | 0 | 3 | 8  | 46 | -38 | 0   |

|          | Itália | Portugal | Espanha | França |
| -------- | ------ | -------- | ------- | ------ |
| Itália   |        | 4-2      | 3-3     | 21-3   |
| Portugal |        |          | 4-3     | 13-1   |
| Espanha  |        |          |         | 12-4   |
| França   |        |          |         |        |